# 星のカービィ 参上! ドロッチェ団
『星のカービィ 参上! ドロッチェ団』（ほしのカービィ さんじょう! ドロッチェだん）は任天堂から2006年11月2日に発売されたニンテンドーDS用アクションゲーム。星のカービィシリーズの第9作目（全て含めると16作目）にあたる。同年12月4日にはアメリカで、2007年6月22日にはヨーロッパでも発売された。

## 概要
『星のカービィ』シリーズのニンテンドーDS向けタイトル第2弾。開発はハル研究所とフラグシップが担当。
新システム｢コピーパレット｣（下記参照）の導入により任意のタイミングでアイテムやコピー能力の使用ができるようになり、遊びの幅が広がった。メインゲームは協力プレイシステムが廃止され1人用、ミニゲームはワイヤレス通信を用いて最大4人同時にプレイすることができる。
また、『星のカービィ スーパーデラックス』以来、久々にカービィの体力がゲージ制に変更された。

## ストーリー
呆れ返るほど平和なプププランドの昼下がり。カービィが食べようとしていたおやつのショートケーキが何者かに奪われてしまう。犯人は食いしん坊のデデデ大王だと考えたカービィはデデデ城へと向かう。しかし、犯人はデデデ大王ではなかった。そこに、ドロッチェ団と名乗るネズミの盗賊が宝物をかかえてカービィの行く手をさえぎろうとする。デデデもドロッチェ団の被害を受けたようだ。そうしているうちに、カービィは世界のへそという地下世界へ迷い込み、冒険が始まる。

## 登場キャラクター

### 主人公
カービィ
本作の主人公。奪われてしまったおやつのショートケーキを求めて旅立つ。

### ドロッチェ団
大いなる力を持つというお宝を求めて、宇宙を渡り歩くネズミの盗賊団。大きな宝箱のあるステップに入る、もしくは大きな宝箱を入手する（1ステージのみ大きな宝箱を持って次のステップへ進む必要があるステージがある）ことで「スピン」「ドク」「ストロン」（1ステージのみ「チューリン」のみのステージがある）のいずれかが登場し、カービィの宝箱を奪おうと襲ってくる。チューリンを倒すと確率で、気絶中のメンバーに攻撃をくわえるとその度に制限回数まで、ドクを完全に倒すとたくさん食べ物を落とす。
カービィはドロッチェ団員からチューリンの投爆以外のダメージを受けると宝箱を落としてしまい、宝箱を奪われると「アジト」に入ってしまうので、すぐさま追いかけて取り返さなくてはならない。アジトに入る前であれば、攻撃を加えたりがんばり吸い込み（ドク以外。チューリンは通常の吸い込みでもチューリンのほうを吸い込んで落とさせられる）で落とさせて取り返すことができる。なお、アジトは大きな宝箱（大きな宝箱が3つ出現するある1ステージではそのステップにあった物）を持ち去った敵が中に入った後およそ10秒したうえ、ステップ上から全てのドロッチェ団が消滅すると木板が×印形に打ち付けられ入れなくなる（違う宝箱を盗ませるといつまで経っても打ち付けられない）。
足場の無い場所へ宝箱（手持ちの宝箱も全て含む）を落としてしまった場合、チューリンたちは全てエリア上から消える。この際や、大きな宝箱をチューリンがアジトに運び込んだ時、残されたメンバーによって取る行動がそれぞれ違う。スピンはアジトの入口前でそのまま停止し続け（すぐには入口を閉じない。近づくと攻撃してくる）、ストロンはアジトの中に撤退し、ドクはどこかへ飛び去っていく。
アジト内での戦いは通常、複数のチューリンを相手に行われるが、メンバーがアジトに入っていた場合は参戦し、メンバー1体のみの場合もある。ドロッチェ団より先にアジトに入ると食べ物やコピー能力が入ったシャボンが二つ浮かんでいるか、1UPが1つ置いてあることも、戦う場合もある。メンバー達はカービィの攻撃を受けて体力が一定値以下になるとその場で気絶する習性がある。気絶からアジト内で目を覚ました後は体が赤くなる。この状態になるとカービィの攻撃に全くひるまなくなる他、移動スピードが格段に上昇する。メンバーは、登場するステージによって体力や移動速度といったステータスが若干変わる。基本的に序盤に登場するメンバー達は体力が若干低めの傾向がある。
ドロッチェ
謎の盗賊、｢ドロッチェ団｣の団長。「大いなる力」を得られるという宝を探してプププランドにやってきた。デデデ大王の宝箱を盗んだ際、デデデが投げ飛ばしたカービィに当たり、その勢いで地下世界に落ちてしまった。レベル6・レベル8のボスキャラとしても登場する（レベル8ではダークゼロにとり憑かれており、ダークドロッチェとして登場）。宝の1つトリプルスターを主な武器とし、テレポートを繰り返しながら時折反射弾や爆弾、アイスレーザーを放って攻撃する。爆弾は「ボム」をコピーできる。
スピン
サングラスと赤いスカーフが特徴的。スピードが速く、手裏剣を投げてきたり、カギ爪で引っ掻いてくる。手裏剣は「ニンジャ」、気絶させたり倒したりするとカギ爪から「アニマル」をコピーできる。
ドク
ドロッチェ団の発明家。素手では戦わず、「スペシャルマシン」というユーフォーをはじめとしたさまざまなメカを乗りこなすが、スペシャルマシンの耐久性が低い。スペシャルマシンは、墜落させると円盤をがんばり吸い込みして「U.F.O」又はレーザー砲を吸い込んで「レーザー」を、爆弾を吸い込むと「ボム」をコピーできる。さまざまな攻撃手段よりも高速で体当たりしてくる方が厄介。ボス戦ではクラッコ型のメカクラッコ（レベル3）やヤドカリ型のヤドガイン（レベル4）に乗って攻撃してくる。
ストロン
ドロッチェ団の中でずば抜けた大きさを誇る。大きな腹には出べそがあり、その巨体でハンマーを使ったりジャンプして押し潰してきたりとパワフルな攻撃を得意とする。大抵の場合、ストロンと対峙する際には、カービィ側はスタート地点から宝箱までの距離などで、不利な条件での争奪戦を強いられることが多い。ステージによってジャンプの高さ、走る速度などに細かい違いがある。
チューリン
ドロッチェ団の戦闘員。黄・緑・青の3種類がおり、複数で登場する。スピン・ドク・ストロンのいずれかを完全に倒しておらず、アジトに大きな宝箱を持ち込まれての争奪戦も終わっていないが、カービィのコピーパレットか口の中、もしくはエリア上に大きな宝箱がある場合、倒しても倒しても画面をスクロールさせれば何度も復活する（アジト内の場合は数匹倒すと出てこなくなる）。黄色は飛び跳ねるだけだが、緑は爆弾を投げ、青は巨大時限爆弾を投げてくる。この他にマップには登場しないものの、赤色のチューリンも存在する（こちらはサブゲームやストーリー中のデモにのみ登場している）。チューリンが出す爆弾はドロッチェ団特製の爆弾なのか、飲み込んでもなぜか「ボム」のコピー能力を得られない。
耐久力の低さ、数の多さからしてザコキャラのようだが、普通のザコキャラとは違い、ゴーストで取り憑くことはできない。

### 雑魚キャラクター
体力のゲージ制に伴いザコ敵にも体力の概念が存在し、攻撃によって何発で倒せるか違いが出てくる。なお、大きいサイズの雑魚キャラクターは前作から引き継がれたものだが、以下の点が異なる。
- 通常の吸い込みが効かない点は前作と同様だが、代わりに吸い込みの範囲内にいると怯むようになった。
- スライディングでもダメージを与えられるようになった。
- 前作はカービィが接触しても敵側はダメージを受けなかったが、今作ではダメージを与えられるようになった。

#### 過去の作品に登場したキャラクター
詳細は
ワドルディ
ブロントバート
ビルゲ
チップ
スカーフィ
ゴルドー
バッティー
ブリッパー
シャッツォ
グランク
ブロックン
ビッグワドルディ
ワドルドゥ（ビーム）
スパーキー（スパーク）
ホットヘッド（ファイア）
ソードナイト（ソード）
サーキブル（カッター）
フレイマー（ファイア）
ペンギー（アイス）
バイオスパーク（ニンジャ）
フォーリー（ボム）
ツイスター（トルネイド）
ノディ（スリープ）
スターマン（ハイジャンプ）
パラソルワドルディ、パラソルワドルドゥ（パラソル）
デッシー（ファイター）
アニー（エンジェル）
レーザーボール（レーザー）
ウィリー（ホイール）
ユーフォー（U.F.O）
ヘビーナイト（ソード）

### 中ボス
ガオガオ（アニマル）
青い毛に包まれた熊のような中ボス。体を回転させ、飛び上がって上空から突っ込む、地上で回転するといった攻撃を仕掛ける。攻撃の合間に頻繁に飛び跳ねるが、そのままカービィに体当たりする場合がある。
バブー（バブル）
泡に包まれたカニ。一見すると普通の中ボス並の大きさだが、泡を取り除くと本体は小さい。ダメージ量に関係なく一定回数の攻撃を与え続けると泡が無くなり、地面を一定時間走り回る。その他泡やワドルディを出す。
ビッグメタルン（メタル）
金属の塊に手足が生えた中ボス。動きは鈍重だが、他の中ボスに比べて防御力が高く、ダメージを与えにくい。歩く度に振動で天井から岩を落とすほか、手足を引っ込め、高速で転がって攻撃してくる。
テッドホーン（ゴースト）
幽霊の姿をした中ボス。常に周囲に小型の分身である「キャパー」を3体引き連れており、それぞれが体当たりを仕掛けてくる。カービィシリーズでは珍しく、特定のアイテムを全て集めなければ出現せず、戦うことができない。他の中ボスと差し代わる形で出現する。カービィが本体に接触すると捕まってしまい、画面外から出現した4匹目のキャパーによる体当たりを受けてしまう。
以下のキャラクターの詳細は中ボスを参照。
ボンカース
ミスター・フロスティ
ボクシィ
バウファイター

### ボスキャラクター
レベル1 デデデ大王
プププランドの自称大王。今回は特に悪事は働いていないが、カービィに真っ先に疑われてしまう。ボスキャラクターとしての登場は『星のカービィ 夢の泉デラックス』以来4年ぶり。前作『星のカービィ 鏡の大迷宮』では未登場であったが、本作以降のゲーム作品には毎回登場するようになる。攻撃方法は雑魚キャラクターを呼び出す以外はいつもとほぼ一緒。レベル1のボスということもあり、『夢の泉デラックス』に比べて格段に弱体化している。
レベル2 ミセス･モーリィ
頭に花の束を乗せ、エプロンをつけている巨大モグラ。
色々な物を投げつけるほか穴から空高く飛びカービィを押し潰そうとする。地面に誘導すれば、少しであるがダメージを与えることができる。
なお、容姿は『星のカービィ 鏡の大迷宮』のボスであるモーリィと似ており、公式Twitterでデデデ大王がモーリィの嫁と発言している。
レベル3 メカクラッコ
ドクが造った機械のクラッコ。操作担当はドロッチェ団のドク。中からザコキャラクターを出すほか、電撃を放って攻撃する。足場が雲なので炎属性のコピー能力では足場を崩してしまい、自滅に繋がることも。第2形態においては雲の足場を崩すほか、カービィに近づいて電撃を放ったり、真下に雷を発生させて攻撃する。第2形態時の攻撃は序盤のボスとしては回避が難しいものが多く、特に電撃系の攻撃は喰らうと麻痺し、そのまま落下でミスするという危険性が非常に高い。
なお、今作では唯一第2形態が存在するボスである。
レベル4 ヤドガイン
ドクが造ったヤドカリ型の巨大ロボット。操作担当はメカクラッコと同様ドロッチェ団のドク。戦闘中は強制横スクロール方式で戦い、落石が発生するほかヤドガインは両手の鎌を使ったガレキ飛ばしやレーザーで攻撃してくる。体力が減ると左手、右手、頭の順に破損していき、攻撃パターンも減っていく。
レベル5 ボーボー
火をまとった空を飛ぶ丸いフクロウだがタヌキの尻尾が付いている。主に突進で攻撃し、特に間をおいた後の突進はカービィめがけて飛んでくるが、これをかわすと誘導した場所によっては地面に激突し、落石が発生したり、雑魚敵達が落ちてきたりする。また溶岩に誘導すれば、少しであるがダメージを与えることができる。ステージ中央に流れる溶岩はアイスの能力で冷やしても一定時間で元に戻ってしまう。ラストボスを除くボスの中で唯一倒すと消滅するボスキャラクターでもある。
レベル6 ドロッチェ
ドロッチェ団の団長。トリプルスター、爆弾、アイスレーザーを使い攻撃してくる。ボスにしては珍しく、テレポートを駆使してプレイヤーを惑わす。絶妙なタイミングでこちらの攻撃をかわすことも多い。
レベル7 メタナイト
騎士道精神を持つ剣士。宝箱に封印されているダークゼロの復活を阻止するためカービィと戦うことになる。
竜巻斬りなどの剣技を駆使する。前作では常にカービィとの間合いを保っていたが、今作では常に前進、あるいは画面端まで後退してから前進してくる、前進中に近づくと何らかの攻撃を仕掛けてくる、特に今回は斬り、3段斬りを放つ前の隙が全くないうえ、電撃や炎、竜巻を飛ばしたりといった飛び道具も出す。なお、対戦時のBGMはデデデ大王戦のものとなっている。
レベル8 ダークドロッチェ
ダークゼロがドロッチェに乗り移ったものがダークドロッチェ。攻撃方法は通常のドロッチェとほぼ同じだが、ダークゼロにより、火属性の爆弾、氷属性のアイスレーザーが段違いに強化されている（トリプルスターは雷ではない）。倒せばトリプルスターを手に入れることができる。
ダークゼロ
本作のラストボス。中心に真っ赤な目玉を持った黒い星で、暗黒の支配者である。宝箱に封じられていた「大いなる力」の正体である。ゼロ、02との関係は不明。星型弾、突進、着弾すると巨大な火柱を吹き上げるメテオ、地面に当たると地面が凍るアイスレーザー、半全体攻撃の電撃で攻撃してくる。全ての宝箱を収集していなくてもダークゼロを倒せば真エンディングを迎えることになる。

## コピーパレット
本作で登場するシステム。シャボンに包まれたアイテムやコピー能力、宝箱に触れる、もしくは吸い込むことにより、DSの下画面に最大5つまでストックすることができる。ストックされたアイテムとコピー能力はタッチすることにより、その場で即時に使用することができる。コピーパレットは特定の宝箱アイテムを入手することにより、デザインの変更が可能。また、コレクションルームでカービィの色を変えることで、パレットの色も変化する。
ストックされたシャボンは画面上部へスライドさせることでカービィが「ほおばり」状態になり（能力をコピーしている状態でもほおばる）、任意で吐き出す（＝捨てる）ことも可能。また、一部のアイテムはタッチペンで2つのアイテムをスライドして重ねることによりミックスすることができ、回復アイテム同士ならばより回復力の大きいアイテム、コピー能力同士ならば別の能力（いわゆるルーレット状態）に、星型弾ならばより強力な星型弾になる。ただし、異なるカテゴリ同士のアイテムはミックスできない。また、マキシムトマトのシャボン同士を混ぜると、タッチすることにより毎回異なるアイテムに変化する「?」と描かれたシャボンになる。小さいカービィのシャボンは合計3つミックスすることにより1UPに変化する。
なお、シャボンはステージ内に配置されているもの以外にも後述するコピー能力「バブル」で敵をシャボンにすることで入手出来る（スカキャラは星形弾になる）。星形弾をストック、またミックスできる「星形シャボン」はバブルを使う、または一度手に入れた宝箱でしか入手できない。
宝箱はタッチしてもゲーム中で使用することはできない（捨てることは可能）が、所持した状態でステージをクリアすると中身を入手することが可能。

## コピー能力

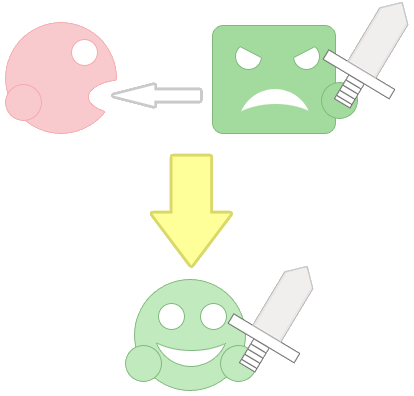
カービィが剣を所持した敵を吸い込んだ場合、カービィは剣を所持した状態となる。

カービィの特殊能力。敵を吸いこんでコピーするほか、ステージ内に配置されている「能力シャボン」を使用することでも入手可能。
今作のコピー能力は宝箱から「まきもの」というアイテムを入手することにより、それに対応したコピー能力に追加効果を与えることができる。各コピー能力ごとに効果は異なるが、主に「技の追加」または「通常攻撃の強化」のどちらかに大別される。なお、今作には「クラッシュ」や「マイク」といった使いきりコピー能力は登場しない（一部のコピー能力の技には使いきりのものが存在する）。また、前作に登場した「スマブラ」「ミサイル」「コック」「ミニマム」は削除されている。
前作同様、一部のコピー能力には「属性」の概念が存在し、各属性ごとに対応した特定の仕掛けを作動させることが可能。

## コレクション
ゲーム中宝箱を回収すると入手できるアイテム。手に入れたアイテムは、コレクションルームで見ることができる。宝箱は全部で120個存在する。
シールスター
全て集めた状態でレベル6をクリアすると、レベル7が選択可能になる。なお、シールスターの入った宝箱は青白く光っている。全て集めない限り「星のとびら」を開けられないため、レベル7を選択することはできない。
サウンドプレイヤー
がくふの音楽を聴くことができる。
がくふ
ステージ中の音楽や効果音を聴くことができる。サウンドプレイヤーを入手していないと使用できない。
ライフのもと
2つ揃えるとカービィの体力の上限が1つ増加する。
かくしとびらのカギ
手に入れたレベルのEXステージが選択可能になる。
ゴーストのメダル
全て揃えると隠し能力「ゴースト」がコピー可能になり、一部の中ボスもテッドホーンに差し替えられる。
ワザのまきもの
コピー能力の技が追加または強化される（ゴースト、トリプルスター以外の各能力に1個ずつ存在する）。
ボスバトルのあかし
全て揃えると「勝ち抜きボスバトル」が選択可能になる。
カラースプレー
カービィのボディカラーを変更することができる（例外として「メタル」「ゴースト」の能力をコピーしている状態では反映されず、それぞれ固有のカラーが優先される）。一部のコピー能力はエフェクトのカラーにも反映される。また、コピーパレットの色も連動して変更される。
コピーパレットスタイル
コピーパレットの背景デザインを変更することができる。本編で入手可能なもののほかに、DSステーションで配布されていたものも存在する。
ひみつのマップ
秘密の場所を印したマップ。全て揃えると全コピー能力のシャボンが揃う「能力おためし部屋」が選択可能になる。
グラフィックピース
様々な絵を閲覧することができる。パズル形式での収集になり、全て集めることで絵が完成する。一部は公式イラストの使い回しで、全4種。
ショートケーキ
甘くておいしいイチゴケーキ。これといった利益はない。

## サブゲーム
サブゲームは全部で4種類。勝ち抜きボスバトル以外はワイヤレス通信とダウンロードプレイ対応。
刹那のティータイム
前作のミニゲーム「刹那のつまみ食い」をDS用に改良したもの。今回はボタンを押すのではなく、蓋が開いたら食べ物をタッチするというDSの機能を利用したものとなった。前作同様に、指定されたメーターを満タンにすることで勝利となる。また、爆弾のフェイクも存在する。
対戦相手は、1人対戦ではドロッチェ団のストロン、通信対戦ではドロッチェ団のストロン + 人数に合わせたカービィとなる。
スマッシュライド
「スマッシュスター」というスターに乗り、対戦相手を場外に弾き出すミニゲーム。時間内にどれだけ多く対戦相手を落とせるかを競う。
対戦相手は、1人対戦ではドロッチェ団のスピンとチューリン、通信対戦ではドロッチェ団のスピン + 人数に合わせたカービィとなる。
トレジャーシュート
目の前にある3つの宝箱のうちどれかに弾数無制限の玉を当て、中身を奪うというゲーム。時間内にどれだけスコアを稼げるかを競う。中身によって得られる点数が決まっており、その点数の分だけ玉を当てなければ取ることはできない。敵が何度か玉を当てたアイテムを、自分が最後に玉を当てて横取りすることもできる。ティータイム同様、爆弾のフェイクも存在する。
対戦相手は、1人対戦ではドロッチェ団のドク、通信対戦ではドク + 人数に合わせたカービィとなる。
勝ち抜きボスバトル
シリーズ恒例の勝ち抜き制のボス連戦。前作同様、挑戦前に1度だけ「能力おためし部屋」で任意のコピー能力を選択でき（「トリプルスター」も使用可能、当然コピーパレットに能力をストックすることもできる）、その後レベル順に登場したボス戦を勝ち抜いていく。
回復アイテムはデデデ大王戦前のマキシムトマトのシャボン、ラスボス戦前のマキシムトマト・チェリー・肉2つ（「スリープ」のまきものを所持している状態で自分のコピー能力を口に含んでから使用すれば回復可能）のみだが、本作ではコピーパレットの関係上、コピー能力や回復アイテムを常時ストックできることから容易に体勢を立て直せるため、従来に比べて難易度は低めになっている。なお、1人ゲームなので通信プレイはできない。

## ステージ
今回は『星のカービィ スーパーデラックス』の「白き翼ダイナブレイド」同様エリアマップを採用している。ステージをクリアするとそのステージ番号の色が銀から金に変わり、そのステージの宝箱を全て入手すれば番号に星マークがつく。さらにそのエリアの全部の宝箱を入手した時点でレベルエントランスの番号に星マークがつくようになる。EXステージへ行くためには、そのレベルの鍵が入った宝箱を回収しなければならない。

## エクストラモード
メインゲームで全ての宝箱を集めることで、宝箱コンプリートまでの時間を競う「エクストラモード」が選択可能になる。データは最後までプレイした時のみランキングとしてセーブされる。なお、時間が計測されるのはステージにいる時のみで、ゴールゲームやステージ・レベルセレクトにいる間の時間は含まれない。

## その他
- カービィシリーズでは『星のカービィ64』以来6年ぶりに日本市場でミリオンセラーを達成した。
- デデデ城とその周辺のデザインがアニメの物に変更されている。
- 開発初期は「どろちゅ〜団」（泥棒 + ネズミの鳴き声）という名で進んでいたが、対象年齢「子供向け」に限定してしまう恐れがあるということで「ドロッチェ団」と変更された。
- グラフィックは、GBAの『夢の泉デラックス』や『鏡の大迷宮』と同じものを採用しており、そのためBGMには旧作のアレンジが多く使用されている。
- 今作では今までのボスキャラに見受けられた「体力一定値以下による攻撃パターンの変化」が殆ど存在しない（中にはヤドガインのように攻撃手段が減るボスさえいた）。また、前作では体力ゲージの上に敵の名前が表示されていたが、今回は表示されない。
- DS本体の日付機能や誕生日設定との連動により、ユーザーの誕生日やその翌日にプレイするとファイルセレクトの前に「ハッピーバースデー!」の文字とグラフィックが表示される。
- 開発者がインタビューでカービィのスピンオフ作品を制作したいという意向を示している。
- なお、フラグシップはこの作品を最後に、親会社であるカプコンに吸収合併される事となった。
- いずな落としを発動した際に着地地点に他の敵と重なっていると、その敵も巻き込んでダメージを与える事ができる。このテクニックは通常のザコ敵を呼び出すボス（デデデ大王、メカクラッコなど）に対しても通用する。また、これらの特徴は他の掴み系の技にも当てはまる。
- レベル3のステージ5などで使用されている曲と、ボス戦前の能力部屋などの曲はサウンドテストでは聴くことができない。
- 2007年3月29日（木）から2007年4月4日（水）までの間、DSステーションでコピーパレットスタイル4種を配信した（現在は入手不可）。それぞれカービィ、メタナイト、ドロッチェ、デデデ大王が青い背景に溶け込んだデザインとなっている。
- 次作の『星のカービィ ウルトラスーパーデラックス』のモード「激突!グルメレース」のタイムアタックにゴーストカービィが登場する。
- 一部ステージでは過去のBGMが流用されているが、音程は若干変化している。